# Осада Аримина
Осада Аримина (также Ариминума и Римини) происходила в 538 году. Армия Восточной Римской империи взяла его по приглашению местных жителей незадолго до падения Рима, что привело к скорому наступлению на Аримин со стороны остготов и попытке отбить его. Главнокомандующий восточноримской армией Велизарий изначально приказал гарнизону покинуть крепость, однако командующий ослушался его и дал бой противнику.
Гарнизону удалось выдержать первоначальный приступ — восточноримские силы опрокинули вражескую башню в ров, разрыв его ночью ещё сильнее, а затем нанесли противнику колоссальные потери во время вылазки. Однако остготы взяли римские войска в осаду, из-за чего командующий обороной собирался сдать город в случае, если подкрепление не подойдёт в течение 7 дней. Велизарий смог подойти вовремя и грамотно воспользовался тактикой устрашения, благодаря которой смог убедить врага в более высокой численности своей армии, чем она была на самом деле, что заставило готские войска отойти от города и в страхе снять осаду. Несмотря на победу, дальнейшие действия командующего лишь укрепили раскол в восточноримской армии.

## Предыстория
Летом 535 года ведший активную завоевательную политику император Восточной Римской империи Юстиниан I объявил войну остготам и послал одного из своих лучших военачальников, прославленного Велизария, в наступление на Сицилию. К концу года армии под его командованием удалось подчинить остров, и уже в следующем году она вторглась в Италию. В 537 году войска Восточной Римской империи осадили Рим. На финальном этапе осады Велизарий направил племянника Виталиана, Иоанна, в Пицен для захвата региона. По пути туда Иоанн обошёл хорошо укреплённые Ауксим и Урбино, а после принял предложение от жителей Аримина сдать ему город, полагая, что потеря столь важного населённого пункта между Римом и их столицей Равенной заставит готов сдать первый. Его расчёт оказался верным, так как в начале марта 538 года король остготов Витигес приказал покинуть город спустя год и девять дней осады и 69 сражений.
Заняв город, Велизарий, у которого оставалось достаточно сил для того, чтобы без перерыва продолжить кампанию, отправил войска во главе с Мундилой в наступление на Медиолан. Те овладели городом, потеряв по пути посла, что привело к дипломатическим неприятностям для Велизария. Собрав новую армию и пополнив свои ряды, готы выдвинулись на освобождение Медиолана. Велизарий полагал, что находящийся на их пути город Аримин с небольшой защитой станет одной из основных мишеней готской армии, особенно в том случае, когда там будет находиться Иоанн с его прославленной конницей. В связи с этим он направил на смену именитому полководцу военного магистра Армении Мартина и полководца Ильдигера с пехотными отрядами, более эффективными при обороне. Однако Иоанн отказался покидать город и остался здесь с подкреплением, в то время как посланные Велизарием военачальники отошли от Аримина.

## Осада

Первая фаза готских войн

Практически сразу после того, как Ильдигер и Мартин отошли от Аримина, к нему подошёл Витигес и взял город в осаду. Ему удалось в короткий срок соорудить осадную башню на колёсах, чтобы войска могли пододвинуть её к стенам, находясь внутри, дабы не повторилась ситуация, сложившаяся под стенами Рима, когда удалось убить волов, которые её тащили. Закончив постройку башни, Витигес нашёл наиболее удобную, по его мнению, позицию для штурма, пододвинув осадную машину к самому рву. Отложив атаку на следующее утро, что стало главной ошибкой, король расставил оборону, а остальные войска увёл на ночёвку.
Столь стремительная подготовка к осаде вызвала панику среди местных жителей, хотя сам Иоанн ей не поддался. Он вывел пришедшие к нему в качестве подкрепления исаврийские отряды за пределы крепостных стен. Вместо ожидаемой атаки на башню они углубили траншею, что была раскопана возле стены, при этом бросая землю в сторону крепости, создавая некое подобие земляного вала. Исаврийцам удалось делать свою работу тихо и в течение достаточно долгого промежутка времени, ибо когда готы заметили их активность, то было уже слишком поздно. Германцы предприняли стремительную атаку, надеясь разбить восточноримские подразделения, однако Иоанн велел отступить в город, полагая, что глубина разрытия уже достаточна.
Возмущённый подобной неудачей, Витигес отдал приказ показательно казнить нескольких стражников. После этого готские подразделения начали штурм города. Тогда же король заметил увеличившуюся глубину рва и приказал своим людям забросать его пижмой. По мере своего продвижения башня продавила этот примитивный заслон, немного опустилась в траншею и накренилась. Это привело к тому, что осадная машина упёрлась в сооружённую исаврийцами насыпь и не смогла придвинуться вплотную к стене, из-за чего штурм стал невозможен. Витигес принял решение отойти, боясь что ночью восточноримские войска подожгут ставшую для них уязвимой башню. Иоанн принял решение нанести удар по готам, сделав вылазку. В завязавшемся под стенами города сражении победу одержали остготы, однако она была пирровой — сил на штурм у победителей уже не осталось, и король принял решение морить противника голодом.
Так как для осады требовалось меньше людей, чем для полноценного штурма, Витигес отделил от армии группировку и направил её в Анкону через Ауксим. Тем временем в провинции Фермо встретились две восточноримские группировки. Одну из них вёл Велизарий, вторую два Нарсеса: будущий завоеватель остготского королевства и брат сражавшегося ранее под знамёнами Велизария Аратия. Они приступили к совещанию, на котором Велизарий изложил два плана дальнейших действий. Следуя первому из них, предлагалось взять Ауксим перед непосредственным снятием осады с Аримина, а следуя второму — направиться в обход первого из городов. Последний позволил бы восточноримской армии прибыть к осаждённому городу раньше, увеличивая возможность спасти его и снять осаду до того, как защитники сдадут город, однако был значительно опаснее из-за возможной атаки в тыл из Ауксима. Полководцы разделились на две группы, каждая из которых стояла на своём. Первая из них во главе с Нарсесом-будущим завоевателем остготов считала необходимым спасти «отличные войска» и «храброго и энергичного полководца», который к тому же был другом руководителя группы, в то время как вторая во главе с Велизарием и его сторонниками, в особенности со времён африканской кампании, настаивала на том, что Иоанн сам загнал себя в ловушку, отказавшись подчиниться приказу, и должен за это поплатиться. Этот эпизод показывал традиционный спор служивой аристократии, когда земляки определённого полководца пытались спасти его, в то время как остальные желали отомстить ему за неповиновение старшим. Исход спора решил сам Иоанн, который смог направить к Велизарию посла с письмом о том, что он сдаст город через 7 дней, когда кончатся припасы, ибо не собирается морить войска голодом. Именно после этого не желавший поражения главнокомандующий восточноримской армией согласился с планом Нарсеса и направился прямиком на Аримин для снятия осады.
Стратегический план Велизария состоял в обмане, ибо он собирался заставить готов поверить, что против них выступила куда более крупная армия, чем была на самом деле. Полководец разделил группировку на 4 части. Аратий во главе отряда в тысячу человек направился к Ауксиму, чтобы заставить его гарнизон поверить в начало осадных манёвров и не дать ему возможность выйти из города. При этом Велизарий разрешил этому отряду вступать в бой только в целях самообороны. Крупные силы под общим командованием Ильдигера направились в Аримин по морю, однако Велизарий запретил им высаживаться до подхода основных сил. Значительный отряд Мартина отправился по основной дороге с разжиганием на привалах излишне больших для своей численности костров. Последний же отряд под командованием самого Велизария и первого из Нарсесов (второй пошёл с Ильдигером) двигался вглубь страны через Урбисалью, подходя к Аримину с тыла. Секретарь Велизария и историк Прокопий Кесарийский объяснил причину этих перебросок численным превосходством готов, в связи с которым военачальник не хотел вступать в прямое столкновение с противником и планировал добиться снятия осады без боя, что могло произойти в том случае, если бы готы увидели двигающиеся в трёх сторон подразделения, как минимум одно из которых намеренно делало вид, что его численность значительно больше, чем она была на самом деле.
Эта стратегия принесла свои плоды. Когда Велизарий находился в одном дне пути от города, ему повстречался отряд готов, который восточноримская армия в прямом столкновении почти полностью уничтожила. Велизарий развёл бо́льший, чем ему было нужно, костёр, и прятавшиеся до наступления ночи выжившие в стычке готы, после прибыли к командиру и заявили, что противник движется к ним со значительными силами, якобы куда большими, чем они были на самом деле. Однако в ту же ночь, подготовившись к сражению, готы заметили в 60 стадиях (7,5 милях или около 12 километрах) многочисленные огромные костры, зажжённые Мартином по всему побережью, а затем и вовсе заметили колоссальных размеров флот, что приближался к ним с моря. Остготы не стали ждать подхода врага, и, собрав большую часть имущества, без боя отошли от Аримина к столице, Равенне. Иоанн покинул город бледным и истощённым.

## Оценки
По словам военного историка Яна Хьюса, это сражение отлично продемонстрировало способности Велизария как полководца и стратега. Хьюс отметил, что военачальник смог доказать то, что он способен предугадать реакцию противника и максимально использовать находящиеся под его контролем минимальные силы. Его план удался настолько хорошо, что в тот день восточноримские войска вышли из боя без единой потери.

## Последствия
Действия Иоанна после снятия осады лишь усугубили раскол, который образовался в восточноримской армии между Нарсесом и Велизарием. В освобождённый город первым заехал Ильдигер, и когда Велизарий намекнул непослушному полководцу то, что он находится перед этим человеком в долгу, Иоанн заявил, что может быть благодарен только первому из Нарсесов. По всей видимости, он знал о том, что именно его земляк с самого начала выступал на стороне плана немедленного продвижения к Аримину, и оказался убеждён в том, что именно ему удалось убедить Велизария в необходимости последовать этому плану, который, в конечном счёте, и привёл к его спасению и снятию осады. Прокопий Кесарийский назвал подобное заявление намеренно оскорбительным для Велизария. Он же полагал, что истинной причиной действий Иоанна была банальная зависть и ревнивость к более удачливому, хотя и не факт, что более умелому, товарищу.
Однако Ян Хьюс отметил, что в этом ответе было нечто большее, поскольку ещё со времён раннего Рима люди в Римской империи были связаны между собой по системе патроната. И хотя ко времени правления Юстиниана она претерпела изменения, они были ещё не настолько сильны, чтобы идея личного долга куда-то пропала. В связи с этим Хьюс предположил, что этим ответом Иоанн не старался кого-то оскорбить, однако лишь не хотел оказаться в долгу перед тем, кто был его политическим оппонентом, ведь если бы Иоанн принял подобное заявление без возражений, то однажды он должен был бы расплатиться с Ильдигером. При этом последний вполне мог потребовать для себя в качестве оплаты долга некую уступку в политической сфере, что ослабило бы позиции самого Иоанна. Кроме того Ильдигер был зятем Велизария, а Иоанн его совсем недавно ослушался, поскольку не разделял мнения главнокомандующего о правильной стратегии боевых действий, а то и вовсе не считал его настолько хорошим из восточноримских командиров для того, чтобы тот был главнокомандующим, и хотел бы видеть на его месте своего друга Нарсеса. Так или иначе, отныне Иоанн и Велизарий находились по разные стороны баррикады и не особо доверяли друг другу. Конфликт накалился до предела, и Велизарий, понимая уровень раскола, был вынужден созвать совещание для совместной организации стратегии дальнейшего наступления, а не принимать решение единолично. На сборе военачальников он указал на шаткость положения победоносной армии, в частности на то, что её окружали расположившиеся вокруг восточноримских позиций значительные вражеские гарнизоны. В связи с этим он предложил начать военные действия с пополнения армии за счёт войск Мундила, осаждённого готами в Медиолане. Велизарий также настаивал на том, что Нарсес и его сторонники, недвусмысленно имея в виду в том числе и Иоанна, недооценивают истинную силу готов из-за относительной лёгкости снятия осады с Аримина. По словам Хьюса, на тот момент Иоанн и Нарсес действительно могли оказаться уверены в том, что готы слабы, а скорость завоевания Апеннинского полуострова Велизарий сдерживает искусственно из-за ненужной осторожности. Несмотря на это Нарсес принял план, однако заявил, что вместе со своими силами направится к Эмилии, области, которую на тот момент пытались освободить от восточноримских гарнизонов готы и удержание которой дало бы возможность римлянам прижать врага к Равенне и «свободной рукой» отбить осаждённые города.
Велизарий опасался разделения армии, в связи с чем показал Нарсесу письмо Юстиниана, согласно которому именно за ним император оставил возможность принимать окончательные решения, ведь именно его он назначил главнокомандующим, и «все должны следовать за ним в интересах государства». Нарсес, достаточно хорошо разбиравшийся в хитросплетениях внутренней политики Восточной Римской империи тех лет, заявил, что тогда, согласно этому документу, «и сам Велизарий должен следовать за Велизарием в интересах государства», а раз письмо направлено ему, а не войскам, то оно могло быть выражением сомнений Юстиниана в том, что полководец действует в интересах страны, а не в своих личных. Так или иначе, Велизарий изменил план и решил отправиться на зимовку в Рим. Перед этим он решил всё же попытаться ещё сильнее «ограничить контроль готов над Италией». Командующий направил полководца Перания для осады Урбино. Нарсес последовал за главнокомандующим в «вечный город», однако, подтверждая укрепившийся в армии раскол, разбил свой зимний лагерь на другой стороне Рима. Иоанн, который в прошлый раз обошёл Урбино, заявлял, что тот неприступен. Нарсес согласился с ним. Пераний почти поддался, однако Велизарий смог убедить его продолжить осаду. Когда войска двинулись на штурм города, готы сдали Урбино без боя, однако причиной этому была не сила армии. Велизарию вновь помогла необъяснимая удача: неожиданно отказал урбинский родник, и осаждающих мучила крайняя степень жажды. Благодаря этому главнокомандующий остался на своей позиции и мог продолжать кампанию по покорению полуострова по своему усмотрению. Вскоре под натиском готов пал ранее захваченный восточноримской армией Медиолан, после чего Юстиниан отозвал Нарсеса, поскольку узнал о расколе, из-за которого тот явно не мог работать в одной компании с Велизарием. Оставшись один, главнокомандующий направил войска в наступление на Ауксим, собираясь оказать помощь всё это время державшей его в осаде группировке Аратия.